# Roberto Rodríguez Aguirre
Roberto Rodríguez Aguirre, detto Rodri (Logroño, 14 novembre 1942), è un ex calciatore spagnolo.

## Caratteristiche tecniche
In attività giocava nel ruolo di portiere.

## Carriera
Ha giocato quasi interamente per tutta la sua carriera con la maglia dell'Atlético Madrid. Nella stagione 1964-65 andò in prestito al Pontevedra, dove giocò titolare e ottenne la promozione in Primera División. Il 16 gennaio 1966 fece il suo esordio con la maglia dei Colchonerso in massima serie, durante il match contro il Malaga (1-1). Con l'Atlético vinse tre campionati, una Coppa del Re e nella stagione 1970-71 fu il portiere meno battuto del campionato.

## Palmarès

### Club
- Campionato spagnolo: 3

Atlético Madrid: 1965-1966, 1969-1970, 1972-1973
- Coppa di Spagna: 1

Atlético Madrid: 1971-1972

### Individuale
- Trofeo Zamora: 1

1970-1971